# 内森·塞伯格
内森·塞伯格（英語：Nathan Seiberg，/ˈsaɪbɜːrɡ/，1956年9月22日—），以色列美国籍理论物理学家 ，研究方向为弦理论。目前，他是新泽西州普林斯顿高等研究院的教授。

## 奖项和荣誉
1996年，塞伯格获得了麦克阿瑟奖。1998年，他获得了丹尼·海涅曼数学物理奖。2012年，他获得了第一届基础物理学突破奖。2016年，他获得了ICTP狄拉克奖章。